# Гуменник Сергій Миколайович
Сергі́й Микола́йович Гуме́нник — майор Збройних Сил України, учасник російсько-української війни.

## Життєпис
Станом на березень 2019 року проходив військову службу в Полтавській області.

## Нагороди
- Орден Данила Галицького (2 грудня 2016) — за особистий внесок у зміцнення обороноздатності Української держави, мужність, самовідданість і високий професіоналізм, виявлені під час виконання військового обов’язку, та з нагоди Дня Збройних Сил України[1]